# Castle Keep
Castle Keep is een Amerikaanse oorlogsfilm uit 1969 onder regie van Sydney Pollack. De film werd destijds uitgebracht onder de titel Burcht in de Ardennen.

## Verhaal
Op het einde van de Tweede Wereldoorlog neemt een bataljon soldaten uit de Verenigde Staten zijn intrek in een oude burcht in de Ardennen. Daar willen ze van hun vakantie genieten. De burcht wordt echter aangevallen door Duitse troepen.

## Rolverdeling
| Acteur             | Personage                   |
| ------------------ | --------------------------- |
| Burt Lancaster     | Majoor Abraham Falconer     |
| Patrick O'Neal     | Kapitein Lionel Beckman     |
| Jean-Pierre Aumont | Graaf van Maldorais         |
| Peter Falk         | Sergeant Rossi              |
| Astrid Heeren      | Therese                     |
| Scott Wilson       | Korporaal Clearboy          |
| Tony Bill          | Luitenant Amberjack         |
| Al Freeman jr.     | Allistair Piersall Benjamin |
| James Patterson    | Elk                         |
| Bruce Dern         | Luitenant Billy Byron Bix   |
| Michael Conrad     | Sergeant DeVaca             |